# Считалка для троих
«Считалка для троих» — российский кукольный мультфильм по мотивам русской народной сказки «Пузырь, Соломинка и Лапоть», снятый киностудией «Союзмультфильм» в 1995 году.

## Сюжет
Угли в печи посылают одного из своих в лес за дровами. По дороге главный герой встречает Соломинку, а затем — Мешочек. С ними он продолжает путь. Чтобы перейти ручей, Соломинка перекидывается с одного берега на другой. Уголёк мешкается на середине. Из-за этого Соломинка сгорает. Сам же Уголёк падает в ручей и тонет. Мешочек же от горя лопается.

## Создатели
| Автор сценария                   | Виктор Калашников |
| Кинорежиссёр и художник-аниматор | Сергей Олифиренко |
| Художники-постановщики           | Елена Боголюбова, Т. Михайлова |
| Композитор                       | Филипп Кольцов |
| Кинооператор                     | Константин Инешин |
| Звукооператор                    | Владимир Орёл |
| Роли озвучивали                  | Виктор Проскурин — Уголёк, Александр Малов — Мешочек, Екатерина Образцова — Соломинка, Галина Боголюбова — голос девочки, произносящей считалку                                                                          |
| Куклы и декорации изготовили     | М. Кокина, Н. Пайтмак, Юрий Аксенов, Николай Закляков, Т. Богданова, Александр Максимов, Михаил Колтунов, Виктор Гришин, Олег Масаинов, Владимир Конобеев, Нина Молева, Наталия Барковская, М. Корчагин, Владимир Маслов |
| Монтажёр                         | Надежда Трещёва |
| Редактор                         | Елена Михайлова |
| Директор съёмочной группы        | Алина Власова |